# Musikåret 1926

## Händelser

### Mars
- 31 – Stockholms konsertförening ger sin sista konsert i Auditorium.[1]

### April
- 7 april - Stockholms konserthus, ritat av Ivar Tengbom, invigs [2]. Det är målat i lysande blått och anses tillhöra 20-talsklassicismens höjdpunkter [3]. Festligheterna pågår i tre dagar.
- 25 april - Giacomo Puccinis opera Turandot har urpremiär i Milano [4].

### November
- 25 november - SKAP bildas i Sverige.[5]

### Okänt datum
- Alice Tegnér blir invald i Kungliga Musikaliska Akademien.
- George Antheils musikstycke Ballet Mécanique, som spelades på bland annat mekaniska pianon och flygplanspropellrar, har premiär i Paris.
- Columbia börjar i Helsingborg spela in skivor enbart för en svensk marknad, med artister som Edvard Persson, Evert Taube och Carl Leonard.[6]
- Svensk-tyska skivmärket Ekophon gör de sista inspelningarna för den svenska marknaden.[7]
- Franska skivmärket Pathéfon övertas av Columbia.[8]
- Tyska barnskivmärket Pigmynette slutar ge ut skivor i Sverige.[9]
- Skivmärket Tri-Ergon startas.[10]

## Födda
- 7 januari – Gudrun Henricsson, svensk skådespelare och sångare.
- 13 januari – Melba Liston, amerikansk jazzmusiker (trombonist) och kompositör.
- 13 mars – Roy Haynes, amerikansk jazzmusiker (trumslagare).
- 20 april – Ingrid Rasch, svensk tonsättare.
- 26 maj – Miles Davis, amerikansk jazztrumpetare.
- 10 juni – Brita Borg, svensk sångare, skådespelare och revyartist.
- 15 juni – Jan Carlstedt, svensk tonsättare.
- 23 juni – Lars Johan Werle, svensk kompositör, arrangör av filmmusik.
- 13 juli – Bengt-Arne Wallin, svensk musiker och kompositör.
- 3 augusti
  - Tony Bennett, amerikansk sångare.
  - Arne Stivell, svensk filmproducent, regissör, skådespelare och musiker.
- 18 september – Inger Juel, svensk skådespelare och sångare.
- 23 september – John Coltrane, amerikansk jazzmusiker och tenorsaxofonist.
- 18 oktober – Chuck Berry, amerikansk rock-and-roll-musiker.
- 21 november – Odd Børretzen, norsk författare, illustratör, översättare och sångare.
- 17 december – Rolf Carlsten, svensk artist, regissör och skådespelare.
- 21 december – Erik Bergman, svensk kompositör och textförfattare.
- 30 december – Gösta Nordgren, Snoddas, svensk sångare, flottare och bandyspelare.

## Avlidna
- 15 januari – Enrico Toselli, 42, italiensk pianist och tonsättare.

## Årets singlar och hitlåtar
Vänligen sortera soloartister på efternamn, musikgrupper på förstabokstaven (utan engelskans "The" och "A")
- Bennie Moten: Kansas City Shuffle

### Fotnoter
1. ↑  ”Svenska Dagbladets årsbok”. 12 juli 1926. https://runeberg.org/svda/1926/0130.html. Läst 6 juni 2011.
2. ↑  20:e århundrades När Var Hur, Bernt Himmelstedt, Forum, 1999
3. ↑  Sverige 1900-talet, NE, Bra Böcker, 2000
4. ↑  ”San Diego Opera”. Arkiverad från originalet den 7 januari 2011. https://web.archive.org/web/20110107010951/http://sdopera.com/Operapaedia/Turandot. Läst 24 mars 2011.
5. ↑  ”Svenska kompositörer av populärmusik”. http://www.skap.se/index.php?i=156. Läst 4 juni 2011.
6. ↑  ”78:or & film”. http://78-varv.atspace.cc/columbia.htm. Läst 3 juni 2011.
7. ↑  ”78:or & film”. http://78-varv.atspace.cc/ekophon.htm. Läst 3 juni 2011.
8. ↑  ”78:or & film”. http://78-varv.atspace.cc/pathe.htm. Läst 3 juni 2011.
9. ↑  ”78:or & film”. http://78-varv.atspace.cc/pigmyn.htm. Läst 3 juni 2011.
10. ↑  ”78:or & film”. http://78-varv.atspace.cc/triergon.htm. Läst 3 juni 2011.